# Carlisle-Rockledge
Carlisle-Rockledge – jednostka osadnicza w Stanach Zjednoczonych, w stanie Alabama, w hrabstwie Etowah.